# Xanthopimpla quadripunctata
Xanthopimpla quadripunctata là một loài tò vò trong họ Ichneumonidae.